# Ayre (geomorfología)

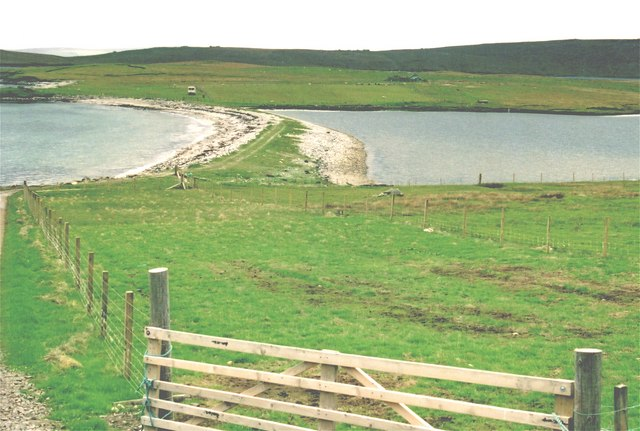
El Ness de Galtagarth está conectado a la isla de Yell por un ayre, en el sentido de tómbolo

Un "ayre" es una masa de agua separada del mar por una barra estrecha de tierra, bastante similar a un "lagoon" y prácticamente equivalente a una albufera. El término deriva de una palabra en nórdico antiguo que se usa para describir un lago que está solo separado por una estrecha franja de tierra baja del propio mar. Algunos ejemplos de "ayre" son el Vasa Loch y el Lairo Water, en Shapinsay, en las islas Orcadas. Se ha sugerido que estos "ayres" fueron una fuente para lograr alimento para el hombre de la Edad de Hierro en Shapinsay.
A veces, el término "ayre" se utiliza indistintamente como el tómbolo (la estrecha franja de tierra) asociado. Los "ayres" están comúnmente asociados con las islas del Norte de Escocia (islas Orcadas e islas Shetland). El único ayre artificial, hecho por el hombre, en las islas Orcadas es el Ayre de Cara en South Ronaldsay.